# Gregorio Orozco
Gregorio Alejo Orozco y Orozco (*17 de julio de 1889 en Arandas, Jalisco - †13 de febrero de 1974 en Guadalajara, Jalisco), fue un futbolista y empresario mexicano. Jugó para el Club Deportivo Guadalajara y es considerado uno de sus fundadores.

## Biografía
Nació en Arandas, Jalisco, siendo terrateniente de herencia, hijo del matrimonio entre Ignacio Orozco y Pascuala Orozco, originarios de la hacienda de El Terrero.
Emigra a la ciudad de Guadalajara junto con su hermano Rafael, lugar donde consiguieron trabajo como comerciantes en el centro de la ciudad, mientras que Rafael trabajaba la tienda de ropa «Fábricas de Francia», Gregorio lo consiguió en un establecimiento que se encontraba en la casa de enfrente llamado «La Ciudad de México», que se encontraba a unos pasos de la catedral de Guadalajara. En ese mismo lugar, en 1906, Edgar Everaert junto con Calixto Gas fundan un equipo de fútbol amateur, al cual fueron invitados a participar, dicho conjunto llevaba el nombre de Unión Football Club, y dos años después se convirtió en el Club Deportivo Guadalajara.
La inquietud de Gregorio por el fútbol empezó cuando hojeaba periódicos franceses que dejaban sus patrones sobre el mostrador y su interés lo llevó a comprender lecturas e incluso conversar en francés. Gregorio mostraba interés por las páginas que informaban de un deporte llamado football; por eso, cuando encontraba a Edgar Everaert lo cuestionaba sobre aquella actividad.
Se casó con Carmen González en 1925, y de esa relación nacieron sus hijos Berta, Jorge, Antonio Jaime, Ignacio, Gregorio, Miguel y Gabriel. Gabriel compitió por la presidencia del Club Deportivo Guadalajara para el período 2000-2002, contienda que finalmente perdería ante Francisco Cárdenas.
Después a su regreso a Guadalajara, Gregorio vivió en la casa 1385 de la Avenida Pedro Moreno hasta el 13 de febrero de 1974, fecha de su muerte. Se le recuerda por ser uno de los primeros jugadores tanto del Club Unión como del Guadalajara.